# Czerkasy (obwód wołyński)
Czerkasy (ukr. Черкаси) – wieś na Ukrainie w rejonie kowelskim obwodu wołyńskiego.
Znajdują tu się przystanki kolejowe Czerkasy Wołyńskie i Mahary, położone na linii Kowel – Jagodzin.